# 住友秀雄
住友 秀雄（すみとも ひでお、1949年2月5日 - ）は、元プロ野球選手。ポジションは投手。

## 来歴・人物
東京都・江戸川区立松江第一中学校卒業後に第一製薬を経て、1968年のドラフトで東映フライヤーズから12位で指名され入団。
一軍公式戦に出場することはなく、1969年の1シーズンのみ在籍し、わずか1年で退団した。

## 詳細情報

### 年度別投手成績
- 一軍公式戦出場無し

### 背番号
- 56 （1969年）